# Mines de Trepča
Les Mines de Trepça (en albanés: Miniera e Trepçës, en serbi: Рудник Трепча/Rudnik Trepča) és un gran complex industrial situat a Kosovo, [a] 9 km al nord-est de Mitrovica. La mina està situada als vessants sud de la muntanya Kopaonik, entre els cims de Crni Vrh (1.364 msnm) i Majdan (1.268 msnm). És la mina més gran d'Europa de plom-zinc i plata.
Amb fins a 23.000 empleats, Trepča va ser una de les majors empreses de Iugoslàvia. Als anys trenta, una companyia britànica va aconseguir els drets per tal d'explotar la mina Stari Trg. Després de la Segona Guerra Mundial, sota la direcció socialista, la companyia es va expandir encara més.

## Visió general
L'empresa coneguda com a Trepča era una conjunció de 40 mines i fàbriques ubicades a Kosovo, però també a d'altres localitzacions de Montenegro. El cor de les seves operacions i la font de la major part de la seva matèria primera, però, és el complex miner a l'est de Mitrovica, famós des de l'època romana.

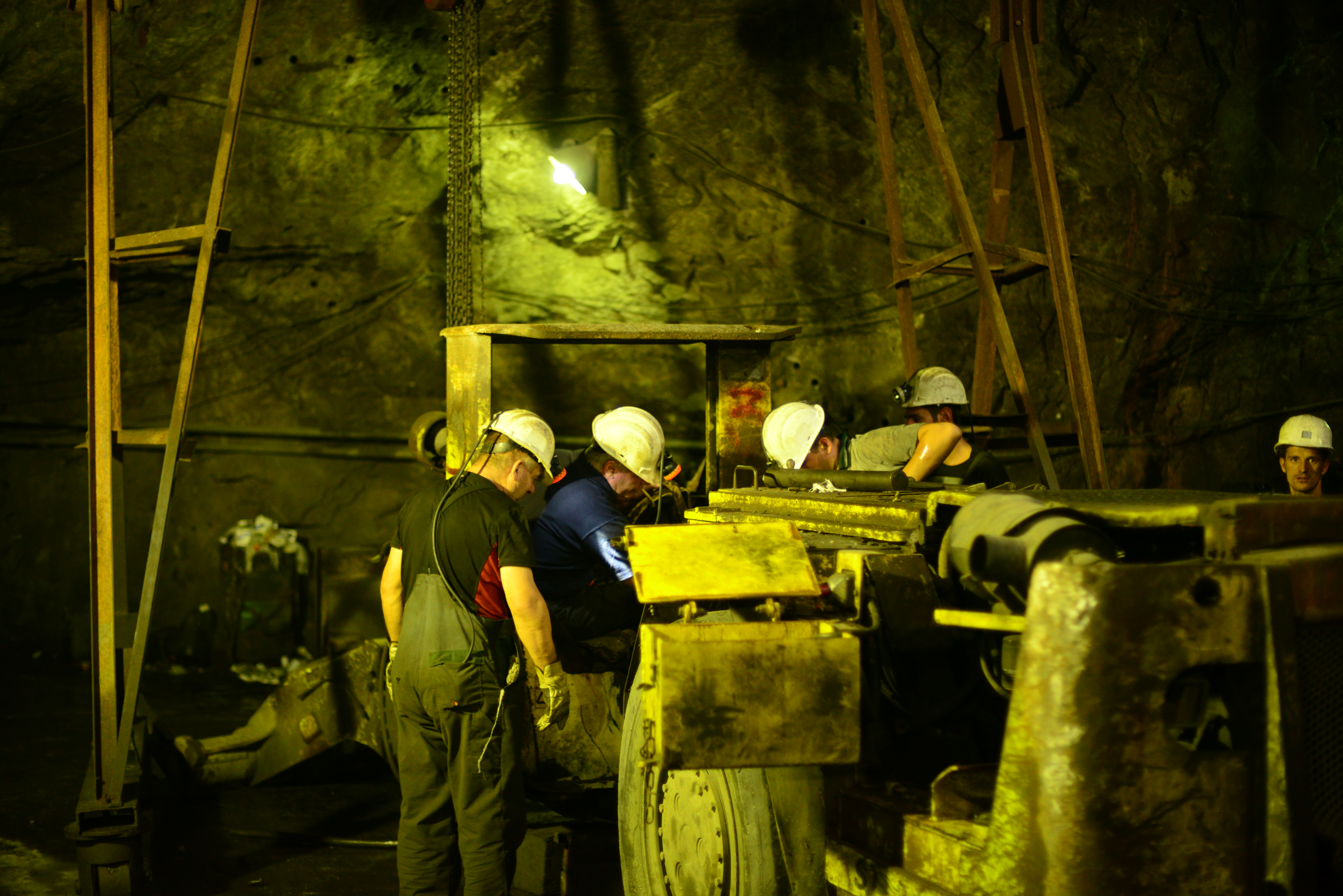
Dins de la mina de Trepča

Tanmateix, amb el tancament de diverses mines i fàbriques a finals dels anys vuitanta i noranta, el complex miner de Trepča a Kosovo ara només compta amb set mines de plom i zinc, tres concentradors, una fosa i una planta de zinc. Les mines es classifiquen segons la seva ubicació geogràfica, que és la següent:
- Cadena septentrional: la mina Belo Brdo, la mina Crnac i la mina Žuta Prlina
- Cadena Mitjana: la mina Stari Trg
- Cadena meridional: la mina de Hajvalia, la mina de Novo Brdo i la mina de Kišnica[5]

Això és el que resta de l'enorme complex industrial que durant els anys vuitanta donava feina a 20.000 treballadors i representava el 70% de tota la riquesa mineral iugoslava.
Les mines encara tenen una reserva de 60,5 milions de tones de mineral que es classifiquen en el 4,96% de plom, el 3,3% de zinc i el 74,4 gr/tona de plata, cosa que es tradueix en tres milions de tones de plom, dos milions de tones de zinc i 4.500 tones de plata.

## Història

### Edat mitjana

#### Origen
Stari Trg és una de les mines rares en funcionament des de l'època romana. Després d'aquesta època, la regió fou colonitzada, influenciada i dominada políticament per poblacions canviants. Els romans, després d'haver ocupat territoris d'Il·líria, es van quedar impressionats amb les habilitats d'obra dels miners en extreure i perfeccionar diferents minerals d'or, plata, plom, ferro i coure. Després d'haver considerat aquesta experiència sotadament estranya en aquells temps, l'emperador romà Trajà va decidir traslladar una de les tribus il·líries a les mines de Transsilvània per tal que els il·liris hi treballessin i, alhora, ensenyessin als altres treballadors l'art de la mineria. Moltes construccions de l'Imperi Romà es van construir incloent fortaleses, pous, escultures, etc. La fortalesa principal es va construir al Municipium Dardanorum, que va ser la capital de la província romana de Dardània. Amb el col·lapse de l'Imperi Romà i de les migracions eslaves, l'activitat minera va disminuir fins a la clausura a la tardana edat mitjana (1000–1492). La llarga història dels fluxos successius dels pobles romans d'Orient, búlgars, serbis, albanesos i turcs ajuda a explicar la barreja cultural i els llegats de greuges antics que van fonamentar el caos de la dècada de 1990.

#### Desenvolupament complet

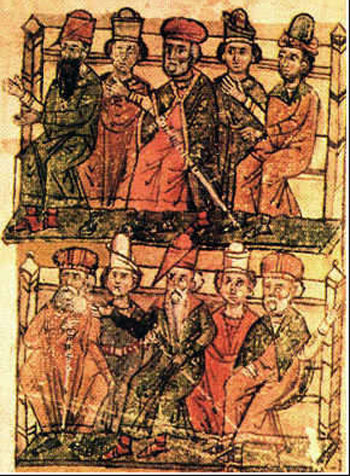
Miniatura del, còpia de la llei minera de Stefan Lazarević realitzada per a Novo Brdo el 1412.

Durant el regnat d'Uroš (1243–76), es va convidar els miners saxons per tal de desenvolupar les mines. Els saxons (anomenats Sasi pels serbis) van construir assentaments i esglésies al voltant de les mines i se'ls va concedir la conservació de la seva identitat. La mina de Trepča es va originar probablement a la segona meitat del segle xiii, ja que es va esmentar per primera vegada el 1303 en una carta del papa Bonifaci VIII. Com que Stari Trg va ser una de les mines més riques d'Europa, el rei Milutí va establir una moneda pròpia, que va estar operativa durant més d'un segle. L'emperador Dušan va designar un knez especial per administrar Trepča. La mina va assolir el seu punt culminant durant el regnat d'Uroš. L'11 de març de 1363, Uroš va atorgar a Vuk Branković el títol de «governant de Drenica, Kosovo i Trepča». Trepča va ser governada per Branković fins al 1396, quan va ser capturada pels otomans. També coneguda com a ciutat comercial principal, Trepča tenia representants de les riques ciutats comercials, com Split i Kotor a l'Adriàtic, mentre que la ciutat comercial de Dubrovnik va nomenar un cònsol. Igual que amb les altres mines de la Sèrbia Medieval, i seguint l'estil arquitectònic de l'època, es va desenvolupar una ciutat de forma quadrada al voltant de les mines de Trepča.
L'activitat de la mina va respondre a les necessitats dels senyors, ja que va finançar activitats militars, com la construcció de fortaleses al llarg de la vall d'Ibar per a la protecció contra les amenaces otomanes. El 1390/91 Sèrbia es va convertir en vassall otomà, però la mina va continuar funcionant amb normalitat. El 1455, els Otomans, sota el lideratge de Mehmed el Conqueridor, van capturar Trepča.

#### Caiguda
Sota el domini otomà, Trepča i totes les altres mines (com Novo Brdo) van començar a deteriorar-se i caure en l'abandonament. Durant la guerra austro-turca del 1683 al 1699, la ciutat de Trepča i la seva mina van ser destruïdes el 1685. Seguida per la despoblació massiva arran de la gran migració dels serbis de 1690, l'activitat minera va cessar completament.

### Recuperació delseglexx

#### Selection Trust

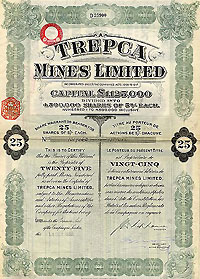
El contracte format entre la British Selection Trust i les mines de Trepča

Després que acabés la Primera Guerra Mundial, el recent creat Regne dels serbis, croats i eslovens, que anys més tard es convertiria en la futura Iugoslàvia, va instigar les prospeccions geològiques de les mines medievals per facilitar els pagaments dels crèdits de guerra. El primer ministre Nikola Pašić, que es va convertir en el concessionari dels dipòsits de mineral de Stari Trg, va contractar P.Tućan per fer les exploracions, que va informar sobre les troballes massives de mineral.
El 1925 es va dur a terme un gran programa d'exploració per part de l'empresa britànica, Selection Trust, que va veure l'enorme potencial que oferia aquest dipòsit de minerals i va adquirir la concessió el 1926. La concessió va ser obtinguda per Sir Alfred Chester Beatty, també conegut com «el rei del coure», industrial britànic d'origen nord-americà que va fundar el Selection Trust. Beatty es va convertir en el primer propietari i cap de les modernes mines de Trepča. El 9 de setembre de 1927 va llançar la filial Trepča Mines Limited a Londres i les mines estaven operatives amb aquest nom fins al final de la Segona Guerra Mundial, per la qual cosa l'acte fundador de la companyia posterior va dir: «Fundada el 9 de desembre de 1927, Broad i el seu fill, 1 Great Winchester Street, Londres ECZ».
L'explotació del mineral es va iniciar el 1930 (primer túnel a Stari Trg). El 14 d'agost de 1930, es va obrir la flotació a Zvečan (Stan Trg) al mateix lloc de l'antiga fossa medieval. El flotatge a Zvečan va estar operatiu fins al 31 de març de 1941. En aquell període va processar 6 milions de tones de mineral. Primerament, el mineral es va transportar a la flotació amb carros de bous, que cobrien una distància de fins a 6.5 km, tanmateix, amb l'evolució de noves tecnologies, es va construir un llarg telefèric industrial per agilitzar el transport dels minerals. Una foneria i una refineria de plom van entrar a funcionar a Zvečan el 1939.

#### Privatització

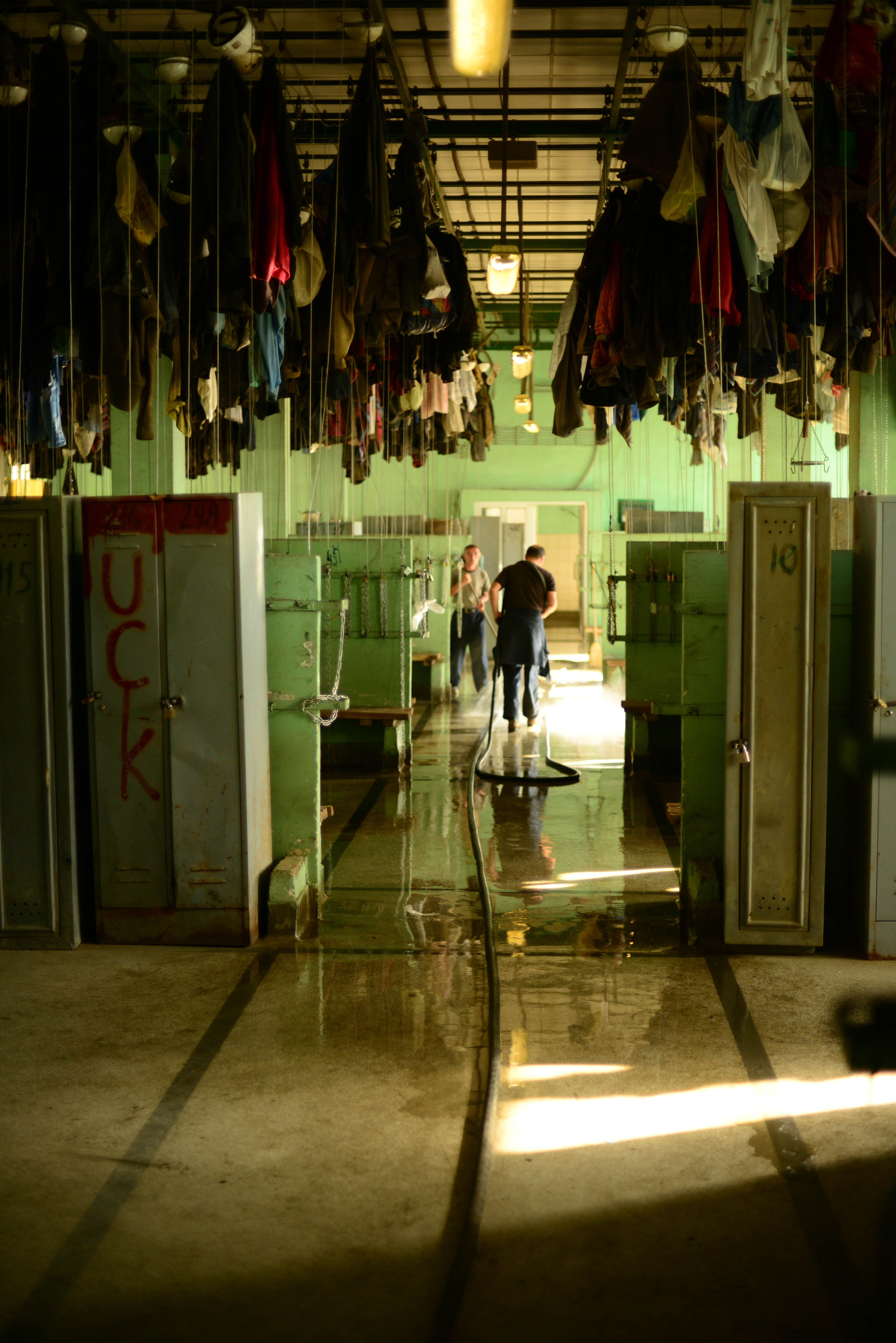
La Mina de Trepča

El complex miner de Trepča ha quedat abandonat en un estat fallit, però que té un potencial immens. Tot i així, ha estat ignorat fins ara pels inversors per una infinitat de motius. La mina efectivament va aturar la producció arran de la guerra civil de 1999 i es creu que Trepča va ser un dels motius pel qual es va iniciar el conflicte.
La seva economia està en un nivell molt estret i hi ha poques opcions de millorar-la. Trepča, malgrat els seus problemes, ofereix una de les poques oportunitats importants de desenvolupament de Kosovo. La instal·lació necessita actualitzacions importants, però les reserves de minerals són prou grans per compensar els costos de posada en marxa. El més important, un cop Trepča es reactivés proporcionaria diversos milers de llocs de treball i augmentaria l'economia kosovar.
Es calcula que les millores necessàries costarien entre 15 i 30 milions de dòlars estatunidencs. Això seria justificable si es tornés la mineria a escala completa, ja que un informe d'UNMIK del 2001 deia que a la mina hi havia existències de «29.000.000 tones de materials explotats en mines, amb qualitats que oscil·len entre 3,40 i 3,45% de plom, 2,23 a 2,36% de zinc i de 74 a 81 grams per tona d'argent, és a dir, al voltant de 1.000.000 de tones de plom, 670.000 tones de zinc i 2.200 tones de plata». Per utilitzar Trepča és necessària una inversió estrangera, atenent que Kosovo no disposa dels mitjans financers necessaris per actualitzar les instal·lacions a les normatives actuals ni tampoc no rep ajuda econòmica de cap país ni institució, per tant, doncs, el complex no es podrà tornar a utilitzar a ple rendiment.
Hi ha certa preocupació de deixar en inversors estrangers la prometedora font de recursos naturals, ja que es considera que el complex és un tresor per a la nació i per tant, que cal apaivagar aquesta preocupació per tal que la privatització es faci més aviat. En els anys següents, algunes legislacions com una nova llei minera i regulacions d'incentius d'inversió, donaran suport als esforços de privatització perquè el complex funcioni i s'utilitzi al seu nivell més alt.

#### Intent de nacionalització del 2015
El gener de 2015, el govern de Kosovo va dir que nacionalitzaria el complex miner de Trepča perquè l'Agència de Privatització de Kosovo (KPA) no ha elaborat un pla per al futur de la mina. A petició del Govern de la República de Kosovo, l'Assemblea va aportar dos nous articles, pels quals l'estat de Trepča serà regulat per una llei especial d'estratègia i, mentre que les empreses que han entrat en procés de reorganització, fallida o liquidació, va posar fi a l'entrada en vigor d'aquesta llei sense necessitat de cap decisió judicial. Els empleats albanesos van declarar una vaga i no sortirien de la clandestinitat fins que el parlament no adoptés la llei sobre empreses públiques. Van acabar la seva vaga quan els funcionaris del govern de Kosovo van dir que plantejarien tornar a la nacionalització.

## Impacte econòmic
L'impacte a la ciutat de Kosovska Mitrovica va ser important. En un sol període censal de 10 anys, del 1961 al 1971, la ciutat va créixer un 57,7% (va passar de 26.721 habitants a 42.126).

Kosovo encara no s'ha recuperat totalment de la guerra de 1998 i 99 i ha fracassat des de la declaració de la independència el 2008 de construir una economia estable. El complex de la mina de Trepča no ha recuperat tota la producció perduda durant la guerra. Per Kosovo és d'una magnitud essencial, atès que Trepča va representar el 70% del producte interior brut de Kosovo. Des que va acabar la guerra el 1999, però, la divisió de Mitrovica entre albanesos kosovaris i serbis lleials a Belgrad manté tancades la majoria de les instal·lacions a Trepča. Segons diverses estadístiques, el complex no es pot reobrir sense almenys 650 milions de dòlars d'inversió estrangera per reparar i actualitzar les foses i les refineries.

## Geologia
La quantitat de material miner a Kosovo està en continu declivi, tal com es contempla en aquesta taula: 
|      | Stari Trg | Kišnica & Novo Brdo | Cadena septentrional | Mineral   | Plom (%) | Zinc (%) |
| ---- | --------- | ------------------- | -------------------- | --------- | -------- | -------- |
| 1975 | 636,700   | 717,398             | 353,226              | 1,707,324 | 4.57%    | 4.43%    |
| 1976 | 658,355   | 734,706             | 359,656              | 1,752,717 | 4.30%    | 4.39%    |
| 1977 | 671,758   | 821,322             | 374,591              | 1,867,671 | 4.32%    | 4.18%    |
| 1978 | 603,187   | 796,003             | 359,052              | 1,758,242 | 4.27%    | 4.08%    |
| 1979 | 674,801   | 786,654             | 362,586              | 1,824,041 | 4.23%    | 3.82%    |
| 1980 | 668,418   | 882,605             | 376,031              | 1,927,054 | 3.82%    | 3.54%    |
| 1981 | 696,216   | 840,508             | 383,285              | 1,920,009 | 3.77%    | 3.18%    |
| 1982 | 628,037   | 852,979             | 402,606              | 1,883,622 | 3.49%    | 3.24%    |
| 1983 | 672,262   | 710,797             | 354,907              | 1,737,966 | 3.58%    | 3.29%    |
| 1984 | 702,724   | 718,708             | 371,089              | 1,792,521 | 3.36%    | 2.95%    |
| 1985 | 687,558   | 582,002             | 340,388              | 1,609,948 | 3.45%    | 3.02%    |
| 1986 | 647,078   | 523,351             | 297,409              | 1,467,838 | 3.51%    | 3.03%    |
| 1987 | 636,935   | 527,930             | 267,281              | 1,432,146 | 3.73%    | 3.00%    |
| 1988 | 571,618   | 442,664             | 264,857              | 1,279,139 | 3.51%    | 3.26%    |
| 1989 | 368,573   | 413,244             | 237,028              | 1,018,845 | 3.54%    | 3.33%    |
| 1990 | 204,570   | 298,143             | 217,755              | 720,468   | 3.03%    | 3.16%    |
| 1991 | 206,489   | 177,553             | 105,322              | 489,364   | 3.84%    | 4.14%    |
| 1992 | 134,946   | 62,449              | 90,020               | 287,415   | 4.15%    | 3.79%    |
| 1993 | 48,612    | 22,953              | 26,437               | 98,002    | 4.04%    | 4.39%    |
| 1994 | 32,475    | 26,125              | 13,663               | 72,263    | 3.24%    | 3.89%    |
| 1995 | 125,761   | 47,566              | 86,448               | 259,775   | 4.02%    | 4.35%    |
| 1996 | 181,809   | 102,641             | 111,225              | 395,675   | 4.39%    | 5.25%    |
| 1997 | 257,888   | 117,201             | 138,881              | 513,970   | 3.27%    | 4.97%    |
| 1998 | 311,315   | 143,178             | 178,365              | 632,858   | 3.00%    | 2.97%    |
| 1999 | 87,296    | 49,490              | 105,640              | 242,426   | 2.60%    | 1.72%    |
| 2000 | 0         |                     | 28,321               | 28,321    | 6.92%    | 3.43%    |